# Sarmiento (departement van Chubut)
Sarmiento is een departement in de Argentijnse provincie Chubut. Het departement (Spaans:  departamento) heeft een oppervlakte van 14.563 km² en telt 8.724 inwoners.

## Plaatsen in departement Sarmiento
- Buen Pasto
- Las Pulgas
- Los Manantiales
- Matasiete
- Puerto El Chulengo
- Sarmiento